# Lluís de Bonnefoy
Lluís de Bonnefoy (Perpinyà, 9 de setembre del 1815 - Tolosa de Llenguadoc, 21 de març del 1887) va ser un historiador rossellonès, conegut especialment per la recopilació que feu de l'Epigrafia nord-catalana.

## Biografia
Procedia d'una família noble  del Llenguadoc, amb abundoses connexions familiars; era oncle del futur polític Joseph de Gelcen. Després d'estudiar amb els jesuïtes a Pasaia (País Basc), Lluís de Bonnefoy tornà a la capital del Rosselló, on s'uní al grup d'historiadors vinculat al periòdic Le Publicateur  du Département des Pyrénées-Orientales. També es dedicà a l'estudi de la història local, i feu amistat amb Joan Baptista Renard de Saint-Malo, amb la filla del qual  es casà el 1844. Continuà els estudis del sogre, i recorré exhaustivament els pobles de la Catalunya del Nord en cerca de tota mena d'inscripcions epigràfiques, que entre el 1856 i 1866 publicà en diversos lliuraments al butlletí de la Société Agricole, Scientifique et Littéraire des Pyrénées-Orientales, entitat d'on n'era membre resident des del 1847. Soci de la Société Française d'Archéologie, en morir el 1887 n'era inspector divisionari i el 1868 havia participat com a secretari general en la preparació del XXXVè Congrés arqueològic de França, que es feu a Perpinyà (i a Carcassona, Narbona i Besiers). A més de l'Epigraphie roussillonnaise, va ser autor d'alguns articles d'arqueologia.
L'ajuntament de Perpinyà li dedicà el 2011 un carrer al barri de Sant Martí, a la promoció "Serrat d'en Vaquer".

## Obres
- «Autel de Pézilla». Société Agricole, Scientifique et Littéraire des Pyrénées-Orientales, vol. 8, 1851, pàg. 175-179.
- Note de M. de Bonnefoy [sur le cloître des Carmes]. A:  Congrès Archéologique de France XXXVe session. Séances générales tenues a Carcassonne, a Narbonne, a Perpignan, et a Béziers en 1868.  París: Société Française d'Archéologie, 1869, p. 216-217.
- «Notes archéologiques sur Saint-Génis-des-Fontaines». Société Agricole, Scientifique et Littéraire des Pyrénées-Orientales, vol. 8, 1851, pàg. 271-281.
- «Notes sur quelques monuments du Roussillon». Bulletin monumental, vol. 22, 1856, pàg. 379-396.
- Epigraphie roussillonnaise.  Perpinyà: impr. de J.B. Alzine, 1856-1860. (edició facsímil:  .  Nimes: C. Lacour, 1997 (coll. Rediviva).[Enllaç no actiu])[8]
  -  «Epigraphie roussillonnaise, ou recueil des inscriptions du département des Pyrénées-Orientales». Société Agricole, Scientifique et Littéraire des Pyrénées-Orientales, vol. 10, 1856, pàg. 433-488.
  -  «Epigraphie roussillonnaise, ou recueil des inscriptions du département des Pyrénées-Orientales». Société Agricole, Scientifique et Littéraire des Pyrénées-Orientales, vol. 11, 1858, pàg. 1-64.
  -  «Epigraphie roussillonnaise, ou recueil des inscriptions du département des Pyrénées-Orientales». Société Agricole, Scientifique et Littéraire des Pyrénées-Orientales, vol. 12, 1860, pàg. 1-66.
  -  «Epigraphie roussillonnaise, ou recueil des inscriptions du département des Pyrénées-Orientales». Société Agricole, Scientifique et Littéraire des Pyrénées-Orientales, vol. 14, 1866, pàg. 33-112.
  -  «Epigraphie roussillonnaise, ou recueil des inscriptions du département des Pyrénées-Orientales». Société Agricole, Scientifique et Littéraire des Pyrénées-Orientales, vol. 17, 1868, pàg. 101-168.